# Моэлан-сюр-Мер (кантон)
Моэлан-сюр-Мер (фр. Moëlan-sur-Mer) — кантон во Франции, находится в регионе Бретань, департамент Финистер. Входит в состав округа Кемпер.

## История
Кантон образован в результате реформы 2015 года. В его состав вошли отдельные коммуны кантонов Банналек, Конкарно, Понт-Авен и Скаэр.

## Состав кантона с 22 марта 2015 года
В состав кантона входят коммуны (население по данным Национального института статистики за 2019 г.):
- Банналек (5 668 чел.)
- Ле-Треву (1 597 чел.)
- Моэлан-сюр-Мер (6 742 чел.)
- Неве (2 686 чел.)
- Понт-Авен (2 821 чел.)
- Рьек-сюр-Белон (4 180 чел.)
- Скаэр (5 295 чел.)
- Трегюнк (7 064 чел.)

## Политика
На президентских выборах 2022 г. жители кантона отдали в 1-м туре Эмманюэлю Макрону 28,3 % голосов против 21,4 % у Жана-Люка Меланшона и Марин Ле Пен; во 2-м туре в кантоне победил Макрон, получивший 61,1 % голосов. (2017 год. 1 тур: Эмманюэль Макрон – 26,2 %, Жан-Люк Меланшон – 19,9 %, Франсуа Фийон – 18,1 %, Марин Ле Пен – 17,3 %; 2 тур: Макрон – 71,5 %. 2012 год. 1 тур: Франсуа Олланд — 31,3 %, Николя Саркози — 23,6 %, Марин Ле Пен — 15,6 %; 2 тур: Олланд — 57,7 %).
С 2021 года кантон в Совете департамента Финистер представляют бывший вице-мэр коммуны Рьек-сюр-Белон Клод Жаффре (Claude Jaffré) (Социалистическая партия) и бывший вице-мэр коммуны Неве Сандин Манюссе (Sandrine Manusset) (Разные левые).
|                | Кандидаты                      | Партия                   | Первый тур | Первый тур     | Второй тур | Второй тур |
| Кол-во голосов | Кандидаты                      | Партия                   | % голосов  | Кол-во голосов | % голосов  |            |
| -------------- | ------------------------------ | ------------------------ | ---------- | -------------- | ---------- | ---------- |
|                | Клод Жаффре Сандин Манюссе     | Левый блок               | 3 604      | 35,26          | 5 586      | 53,65      |
|                | Доминик Гийу Мари-Клод Ле Мау  | Правоцентристский блок   | 3 037      | 29,71          | 4 826      | 46,35      |
|                | Патрик Ле Фюр Жасмин Сенполь   | Национальное объединение | 1 823      | 17,83          |            |            |
|                | Франсуаза Монфор Лоран Ле Трёс | Левый блок — Зелёные     | 1 758      | 17,20          |            |            |

|                | Кандидаты                              | Партия                  | Первый тур | Первый тур     | Второй тур | Второй тур |
| Кол-во голосов | Кандидаты                              | Партия                  | % голосов  | Кол-во голосов | % голосов  |            |
| -------------- | -------------------------------------- | ----------------------- | ---------- | -------------- | ---------- | ---------- |
|                | Клод Жаффре Мюриэл Ле Гак              | Социалистическая партия | 5 352      | 36,59          | 7 808      | 56,34      |
|                | Брижитт Бандзволек Лоноре Дидье Ле Дюк | Правый блок             | 3 676      | 25,13          | 6 051      | 43,66      |
|                | Микаэль Карео Жасмин Сенполь           | Национальный фронт      | 3 229      | 22,08          |            |            |
|                | Клод Пупон Дени Селлен                 | Левый фронт             | 1 207      | 8,25           |            |            |
|                | Фабьен Морандо Кристин Трегье          | Европа Экология Зелёные | 1 163      | 7,95           |            |            |